# Борис, Анжелика Чеславовна
Анжели́ка Чесла́вовна Бо́рис (бел. Анжаліка Борыс, пол. Andżelika Borys; род. 14 октября 1973, д. Гребени, Гродненский район, Гродненская область, БССР) — общественный деятель польского меньшинства в Беларуси. С 2005 года возглавляет признанный официальной Польшей, но непризнанный властями Беларуси Союз поляков Беларуси.

## Биография
Родилась в Гродненском районе, окончила педагогический колледж в Замосци и Белостокский университет. Работала учителем польского языка в Одельске и Гродно. В 1995 году вступила в Союз поляков Беларуси, в 1998 году стала главой отдела образования.
На VI съезде Союза 12-13 марта 2005 году на очередном съезде была избрана его председателем. В то же время, ряд членов СПБ подал жалобу в Министерство юстиции Республики Беларусь, указывая на нарушение легитимности выборов. 12 мая 2005 года Министерство юстиции аннулировало итоги проведённых на съезде выборов. Анжелика Борис и новое руководство Союза отказались провести повторный съезд, чего потребовал Минюст. По словам председателя Комитета по делам религий и национальностей при Совете Министров Республики Беларусь Станислава Буко, новое руководство «пошло на обострение отношений между членами объединения, а также с государственными органами управления». Вскоре было принято решение о проведении нового съезда в августе. Одновременно с этим 27 июля Анжелика Борис и 8 её соратников были исключены из Союза поляков решением Гродненской городской организации Союза.
На состоявшемся 27 августа в Волковыске повторном VI съезде СПБ новым председателем организации был избран пенсионер и бывший директор школы Юзеф Лучник. Однако в СМИ появились сведения о фальсификации результатов выборов и применения административного ресурса. Анжелика Борис и некоторые представители польской диаспоры выразили своё несогласие с результатами съезда. Власти Польши также выступили против результатов нового съезда и отказались признавать новое руководство Союза поляков. В результате этого оформился раскол в организации, существующий и сегодня.
15 марта 2009 года Анжелика Борис была переизбрана главой непризнанного властями Беларуси СПБ на VII съезде организации
12 июня 2010 года заявила о намерении уйти с поста председателя СПБ. В декабре 2016 года снова возглавила объединение.
В марте 2021 года Анжелика Борис была задержана, против неё завели уголовное дело о разжигании ненависти. Спустя год Борис перевели под домашний арест, а в апреле 2023 года дело закрыли за отсутствием состава преступления.